# Доверие (партия)
«Доверие» (укр. Довiра) — украинская политическая партия и депутатская группа, основанная 12 июня 2020 года и представленная в парламенте 20 депутатами.

## История

### Создание
Депутатская группа «Доверие» создана в Верховной Раде Украины IX созыва 6 декабря 2019. Группа образована из 17 внефракционных народных депутатов-мажоритарников, избранных в одномандатных избирательных округах на внеочередных выборах 21 июля 2019.
12 июня 2020 года зарегистрирована политическая партия «Доверие».

### Выборы 2020 года
По результатам местных выборов 2020, партия получила 16 (из 84) мест в Полтавском областном совете, набрав голоса 17,17 % избирателей. Также 20 кандидатов от партии победили на выборах глав общин, что составляет около трети всех общин Полтавской области.
Кроме этого имеет 6 (из 64) мест в Тернопольском областном совете.

### Иск Минюста
22 февраля 2021 года Министерство юстиции Украины заявило, что они будут пытаться аннулировать регистрацию партии «Доверие» через суд, однако уже 12 марта «Доверие» сообщило, что Минюст отозвал иск.
«Украинская правда» называет[когда?] «Доверие» — «костылями президента, и его самым большим саттелитом», другое интернет-издание — «кнопкодавами».